# Serpentone (gastronomia)
Il serpentone è un dolce tipico del centro Italia in particolar modo del Lazio, Umbria e Abruzzo dove fa parte dei prodotti agroalimentari tradizionali abruzzesi. Ha la forma di un lungo serpente sottile e viene presentato acciambellato a spirale. Viene prodotto tutto l'anno, ma più specificamente per la festa di Sant'Antonio Abate e per quella di Sant'Anatolia, che cade il 10 luglio. Appartiene alla famiglia degli strudel.

## Storia
La preparazione del serpentone è molto antica e si tramanda da generazioni. La forma del serpente si riallaccia all'iconografia cristiana ed in particolare al martirio di Santa Anatolia avvenuto nel 249 d.C.
La donna fu chiusa in un sacco pieni di serpi velenose. I carnefici la ritrovarono sana e salva l'indomani all'apertura del sacco stesso. La stessa figura della Vergine Maria è legata allo stesso tema, e spesso è rappresentata mentre schiaccia il serpente del male, Satana.

È incerto se il dolce o qualche suo antenato esistesse prima dell'era cristiana, tuttavia alcuni lo mettono in relazione con il dio Eusculapio, il cui simbolo era quello del serpente. Una leggenda antica riporta come, nel 293 a.C., scoppiasse in Roma un'epidemia terribile. I libri sibillini suggerirono di andare in Epidauro al tempio del dio guaritore Esculapio e di prelevare il serpente sacro che ne era il simbolo, per portarlo in città.

L'animale venne caricato sulla nave che ritornò a Roma risalendo il Tevere. All'altezza dell'isola Tiberina si slanciò in mare e sparì alla vista, nuotando sicuro verso l'isola. L'avvenimento diede origine all'usanza di cuocere focacce a forma di serpente e di offrirle al dio perché vegliasse sulla salute dei cittadini.

## Aspetto
Il serpentone è un dolce di pasta di mandorle aromatizzato al limone. Viene presentato quasi come fosse un giocattolo colorato e decorato con colori vivaci. Due ciliegie rosse simulano gli occhi e una mandorla viene posta all'altezza della bocca, per simulare la lingua. Esistono dolci in tutto simili in Umbria, che presentano come ingrediente anche le mele.
Nella zona di Perugia è meglio conosciuto come Torciglione per la caratteristica forma a spirale.